# John Mill
John Mill, född 1645 i Shap i Westmorland, död den 23 juni 1707, var en engelsk teolog känd för sin kritiska utgåva av Nya testamentet som inkluderade över 30 000 noteringar om textvarianter i översättningar av detta.

## Biografi
Mill började 1661 studera vid Queens College, Oxford där han tog sin magisterexamen 1669, då han framförde "Oratio Panegyrica" vid invigningen av Sheldonian Theatre. Kort därefter blev han fellow vid Queens College. År 1676 blev han kaplan åt biskopen i Oxford och 1681 intog han prästgården i Bletchingdon, Oxfordshire, och blev präst till Karl II. Från 1685 till sin död var han rektor för St Edmund Hall, Oxford och 1704 nominerades han av drottning Anne till ett prebendalstånd i Canterbury. År 1707 publicerade han verket Novum testamentum græcum, cum lectionibus variantibus MSS, som ett resultat av 30 års bibelforskning.
Mill dog två veckor efter publiceringen av hans grekiska testamente.

## Textkritiker

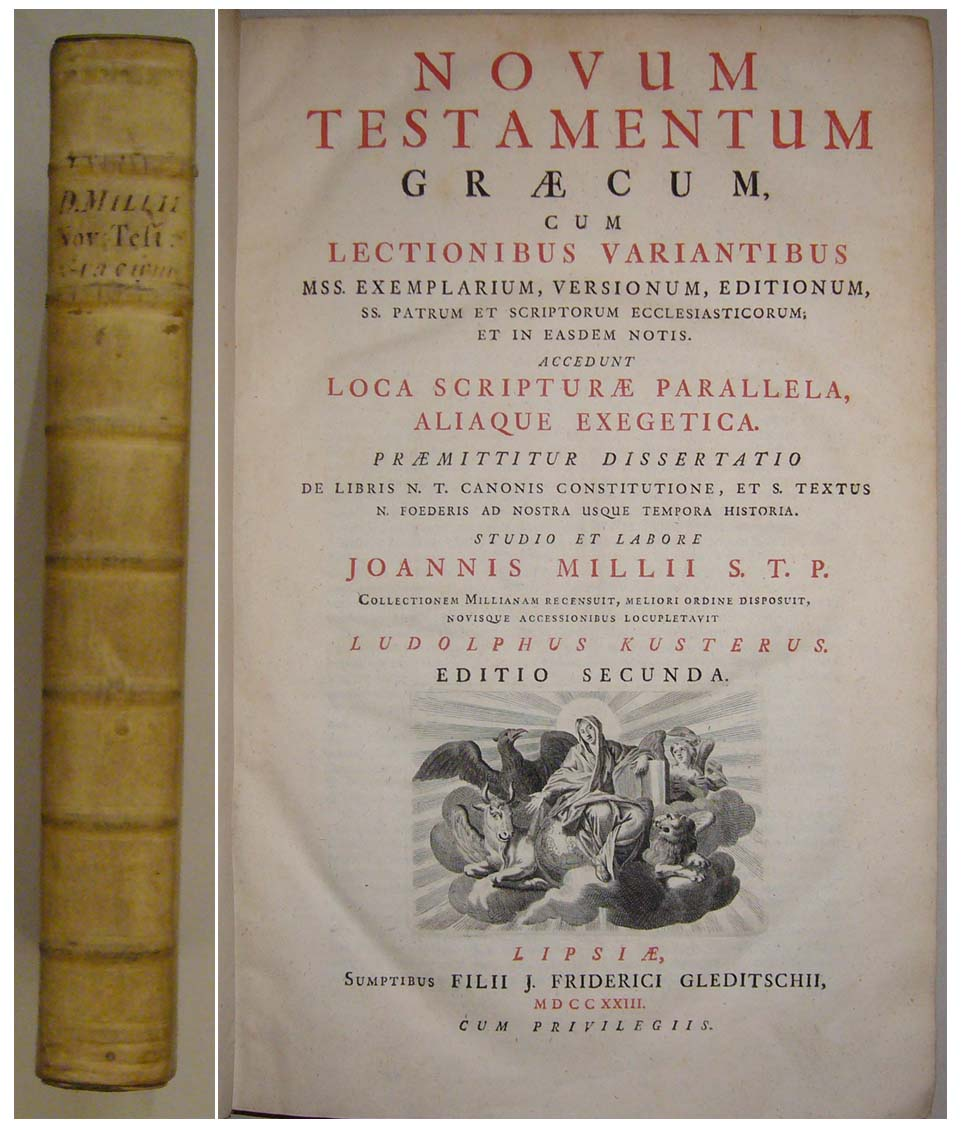
Novum testamentum graecum

Mills Novum testamentum græcum, cum lectionibus variantibus MSS. exemplarium, versionum, editionum SS. patrum et scriptorum ecclesiasticorum, et in easdem nolis (Oxford, fol. 1707) genomfördes med uppmuntran av John Fell, hans föregångare inom området för nytestamentlig kritik. Det tog trettio år att slutföra och var ett stort förskott på tidigare stipendium. Texten är av Robertus Stephanus (1550), men anteckningarna, förutom att inkludera alla tidigare befintliga samlingar av olika läsningar, lägger till ett stort antal härledda i hans egen undersökning av många nya manuskript och orientaliska versioner (den senare använde han bara i de latinska översättningarna).
Även om mängden information som ges av Mill är liten jämfört med den i moderna utgåvor, är det troligt att ingen, förutom kanske Tischendorf, har lagt till så mycket material för textkritik. Han var den förste att märka värdet av de latinska bevisens samtidighet med Codex Alexandrinus, det enda exemplet på en antik ickevästerländsk grekisk text, som då var tillräckligt känd.
Mills arbete noterade över 30 000 avvikelser mellan ca 100 befintliga manuskript av Nya testamentet. Hans arbete angreps dock av Daniel Whitby och Anthony Collins. Whitbys Examen hävdade att Mill hade förstört textens giltighet. Collins mottog ett svar från Bentley (Phileleutherus lipsiensis) som försvarade Mill och noterade att i grunden var Mill inte ansvarig för skillnaderna mellan de olika manuskripten, utan endast pekade ut dem. Bentley noterade vidare att kristendomen verkligen hade överlevt trots felen och hävdade att Whitbys attacker i huvudsak var ogrundade.

## Vetenskapligt arbete
John Mal, Novum Testamentum Graecum, cum lectionibus variantibus MSS (Oxford 1707). År 1710 tryckte Ludolf Küster om Mill's Testament i Amsterdam med tillägg av ytterligare tolv manuskript.